# خوسيه لويس (لاعب كرة قدم إسباني)
خوسيه لويس (بالإسبانية: José Luis López Peinado)‏ هو لاعب كرة قدم إسباني في مركز الدفاع، ولد في 21 مايو 1943 في تطوان في المغرب. لعب مع رايو فايكانو وريال مدريد.

## وصلات خارجية
- خوسيه لويس على موقع قاعدة بيانات كرة القدم.إي يو (الإنجليزية)
- خوسيه لويس على موقع ناشيونال فوتبول تيمز (الإنجليزية)
- خوسيه لويس على موقع عالم كرة القدم.نت (الإنجليزية)